# Славка Манева
Славка Манева (на македонска литературна норма: Славка Манева) е писателка от Република Македония.

## Биография
Славка Манева е родена на 2 февруари 1934 година в Скопие, тогава Кралство Югославия, днес Северна Македония. Завършва филология във Философския факултет на Скопския университет. Преподава македонски език и литература в гимназиите „Цветан Димов“ и „Йосип Броз Тито“ в Скопие. Пише дълги години поезия и проза за деца. В библиотеката „Јунаци и јунаштва“ отпечатва книгите „Кирил Пејчиновиќ“ и „Климент Охридски“. Редактира, превежда и издава антология на детския разказ „Децата на светот“. Превеждана е на сръбски, турски, албански, руски, полски, арменски, грузински, литовски и е адаптирана на български книжовен език. Нейни произведения влизат в много антологии в Република Македония. За книгата си с приказки „Ѕвездени перничиња“ получава наградата „Ванчо Николески“ за 1996 година, връчвана от Дружеството на писателите на Македония.
Умира на 8 януари 2010 година в родния си град.

## Творчество
- Свирипиле
- Џиџа
- Камчето на сакањето
- Волшебниот лифт
- Готварски сказни
- Виножитото што пее
- Од дедо Марковото торбуле
- Приказни без крај
- Куќата на божилакот